# Fluda goianiae
Fluda goianiae là một loài nhện trong họ Salticidae.
Loài này thuộc chi Fluda. Fluda goianiae được Ilka Maria Fernandes Soares & Hélio Ferraz de Almeida Camargo miêu tả năm 1948.